# Les Misérables (film, 1982)
Pour les articles homonymes, voir Les Misérables (homonymie).
Pour plus de détails, voir Fiche technique et Distribution.
Les Misérables est un film français réalisé par Robert Hossein, sorti sur les écrans en 1982.
Il existe aussi dans une version plus longue (30 minutes supplémentaires, soit 210 minutes) scindée en quatre parties, qui fut présentée à la télévision entre le 2 et le 23 mai 1985 sur TF1,,,.

## Synopsis
Le forçat Jean Valjean est libéré du bagne de Toulon en 1815 après 19 ans d’emprisonnement pour avoir volé un pain et pour avoir tenté de s'évader quatre fois. Il voue une haine tenace à la société et ce sentiment va s’exacerber quand toutes les portes se fermeront devant son passeport jaune de bagnard.
Jusqu’au jour où le bon évêque de Digne, Monseigneur Myriel, authentique et rare émule de la parole du Christ, tente de lui montrer la voie du bien et de la rédemption en transformant en don le vol d'argenterie commis par l'ex-forçat.
Quelques années plus tard, en 1818, on suit les pérégrinations d’une jeune femme naïve, Fantine, qui a été lâchement abandonnée par son amant volage qui lui avait fait une fille, Cosette. Partie de Paris et en route pour sa ville natale, Montreuil, où elle espère trouver du travail, Fantine confie dans l’urgence la garde de sa fille à un couple d’aubergistes de Montfermeil, les Thénardier, qui vont s’avérer être des scélérats de la pire espèce.
En 1823, acculée à la misère et à la prostitution, Fantine est sauvée de la vindicte implacable de l'inspecteur de police Javert par le maire de Montreuil-sur-Mer, Monsieur Madeleine. C’est en fait Jean Valjean, qui, inventif et dévoué au bien, soucieux de se racheter depuis le vol d'une pièce de 40 sous à la sortie de Digne à un petit savoyard, est devenu maire de Montreuil grâce aux bienfaits qu’il a prodigués à la ville et à ses pauvres en créant une entreprise locale florissante.
Valjean promet à Fantine, mourante, de s'occuper de sa fille. C'est après son décès et rattrapé par les condamnations qui pèsent sur lui que Valjean sauve celle-ci des griffes des Thénardier en la leur achetant. Par la même occasion, il échappe à la traque sans merci de Javert en « s’évaporant » avec Cosette dans Paris où il a trouvé refuge dans un couvent.
En 1830, on suit l’histoire de Marius Pontmercy, un étudiant en droit jeté à la rue par son grand-père royaliste à cause de ses nouvelles idées républicaines.
En 1831, lors de ses promenades au Jardin du Luxembourg, Marius tombe amoureux d’une jeune fille qu’il croise fréquemment dans les allées, mais elle est immuablement accrochée au bras de son père, puis ils finissent par disparaître.
En 1832, les événements vont se précipiter à Paris : Marius retrouve la trace de la belle inconnue du Luxembourg et de son « père », Cosette et Valjean, tandis qu'eux-mêmes sont retrouvés par Javert et de nouveau confrontés aux Thénardier. Une grande partie de l'action se déroule les 5 et 6 juin 1832 lors des émeutes et barricades sanglantes qui suivirent les obsèques du général Lamarque.
À l'issue de cette tentative de renversement du pouvoir, Javert qui a retrouvé Valjean se refuse à l'arrêter et se suicide en se jetant dans la Seine. Plus tard, Marius et Cosette se marient. Seul, le vieux Jean Valjean s'éteint, et dans une dernière vision, il se revoit au bagne de Toulon mais à l'âge qu'il a au moment de mourir. Javert lui dit alors : maintenant, vous êtes libre.

## Fiche technique
- Titre : Les Misérables
- Réalisation : Robert Hossein, assisté d'Emmanuel Gust et Michel Béna
- Scénario : Alain Decaux et Robert Hossein d'après le roman de Victor Hugo
- Dialoguiste : Alain Decaux
- Musique : Michel Magne et André Hossein
- Coordinateur des combats et des cascades : Guy Di Rigo de l'équipe Claude Carliez
- Distributeurs d'origine : CCFC (Compagnie Commerciale Française Cinématographique, Paris), GEF (Groupement des Éditeurs de Films, Paris)
- Pays :  France et  Allemagne de l'Ouest
- Tournage à Paris, Bordeaux, Sarlat et dans les studios de la S.F.P à Bry-sur-Marne (certaines scènes du film ont été tournées dans la ville de Palaiseau, dans la banlieue sud de Paris, ainsi qu’à Gourdon (Lot) notamment derrière l'église Saint-Pierre[5].
- Tirage dans les laboratoires Eclair
- Format : Couleurs - Format de projection 1.33 en Panavision - Son monophonique - 35 mm
- Genre : Drame
- Durée : 180 minutes pour la version cinéma. 220 minutes pour la version télé.
- Date de sortie : 20 octobre 1982

## Distribution
- Lino Ventura : Jean Valjean/M. Madeleine, Champmathieu
- Michel Bouquet : l'inspecteur Javert
- Jean Carmet : Thénardier, l'aubergiste de Montfermeil devenu chef de bande
- Evelyne Bouix : Fantine, la mère de Cosette
- Valentine Bordelet : Cosette enfant
- Christiane Jean : Cosette adulte
- Frank David : Marius Pontmercy
- Emmanuel Curtil : Gavroche, le jeune fils Thénardier
- Françoise Seigner : La Thénardier, la femme de l'aubergiste
- Candice Patou : Éponine Thénardier adulte
- Corinne Dacla : Azelma Thénardier adulte
- Louis Seigner : Mgr Bienvenu Myriel, l'évêque de Digne
- Fernand Ledoux : M. Gillenormand, le grand-père de Marius Pontmercy
- Hervé Furic : Enjolras
- Dominique Davray : La Magnon
- Martine Pascal : la mère supérieure du prieuré
- Valérie Bony : une serveuse
- Paul Préboist : Fauchelevent, l'homme accidenté
- Robin Renucci : Courfeyrac
- Alexandre Tamar : Grantaire
- Christian Benedetti : Combeferre
- Roger Hanin : un aubergiste
- Jean-Roger Caussimon : le conventionnel
- Jean-Marie Proslier : le sénateur
- Max Montavon : le gardien de l'usine
- Denise Bailly : la vieille dame de l'église
- Eugène Berthier : l'homme à la charrette
- Aline Bertrand : Mme Magloire, servante de Mgr Myriel
- Jacques Blal : Gervais, le petit ramoneur savoyard
- Jacques Brécourt : Cochepaille, un bagnard
- Madeleine Bouchez : Mlle Baptistine
- Denise Chalem : Noémie
- Jacques Brucher : un gendarme
- Catherine Di Rigo : Azelma enfant
- Luc Delhumeau : l'huissier de mairie
- Viviane Elbaz : sœur Simplice
- André Dumas : un employé de mairie
- Claude Lancelot : Bamatabois, le bourgeois
- Agathe Ladner : Éponine enfant
- Gérard Laureau (de) : un homme à la charrette
- Guillaume Lagorce : Petit Pierre
- Virginie Laner : l'ouvrière à la lettre
- Gérard Laugier : le père à la porte-fenêtre de la maison
- Paul Pavel : un homme à la charrette
- Bernard Salvage : le frère de l'école chrétienne
- Olivier Proust : un gendarme
- Raymond Studer : Brevet, un bagnard au procès de Champmathieu
- Dominique Zardi : Chenildieu, un bagnard au procès de Champmathieu
- Rose Thierry : la contremaître de l'usine
- Armand Mestral : l'avocat général
- Georges Lycan : Gueulemer, un homme de la bande à Patron-Minette
- Jean-Pierre Bernard : l'avocat de Champmathieu
- Bernard Dumaine : Mirat
- René Dupré : le président du tribunal
- Héléna Manson : la logeuse de la maison Corbeau
- René Morard : Deruche
- Arlette Thomas : une sœur de l'hôpital
- Tony Joudrier : Bossuet
- Christophe Odent : Bahorel
- Yvette Étiévant : La Bréjon, la logeuse de N.D. de Lorette
- Denis Lavant : Montparnasse
- Nathalie Nerval : la fille de M. Gillenormand
- Mado Maurin : Toussaint, la bonne de Cosette, rue Plumet
- Robert Dalban : le cocher
- Mario Luraschi : le cavalier noir
- Bernard Fatachi : Bréjon
- Hubert Noël : La Fayette
- Yaseen Khan : le domestique de M. Gillenormand
- Robert Bazil : un policier des égouts
- Jacques Bretonnière : le portier de M. Gillenormand
- Serge Malik : Brejon, fils
- André Chamel : le général
- Alain Nobis : un policier des égouts
- Philippe Rouille : la sentinelle
- Jean-René Gossart : Claquesous
- Jean-Marie Bernicat : l'adjoint du général
- Nicolas Hossein : un garçon d'honneur
- Henri Attal : un serveur à Saint-Cloud
- Louise Busson : La Provençale
- Johnny David : Blachevelle
- Sylvie Delaunay : Dahlia
- Guy Di Rigo : l'officier des barricades
- Béatrice Halimi : Favourite
- Lucienne Koegler : la bonne de M. Madeleine
- Maurice Launet : le vieux Provençal
- André Obadia : un gardien de prison
- Jacques Riberolles : Le boulanger
- Valérie Rojan : Zéphine
- Ghislaine Trémoulet : la mère allaitant
- Michel Weinstadt : Fameuil
- L'équipe de cascadeurs de Claude Carliez avec : Jean-Louis Airola, Alain Barbier, Nella Barbier, Antoine Baud, Michel Berreur, Daniel Breton, Michel Carliez, Guy Delorme, Patrice Laclau, Sylvain Lévignac, Gérard Lidouze, Patrice Melennec, Gérard Moisan, Daniel Perche, Firmin Pisias, Pierre Rosso, Arlette Spetebroot, Francis Terzian, Joël Venon, Josy Venon
- Cascades et combats réglés par Guy Di Rigo

## Autour du film
- Fernand Ledoux, 24 ans après, troque son personnage de monseigneur Myriel qu’il incarnait dans la version de Jean-Paul Le Chanois (1958) contre celui de Gillenormand dans la version d’Hossein.
- Dominique Zardi, Chenildieu dans cette version, était Montparnasse ou Claquesous dans la version de Marcel Bluwal, Les Misérables et sera Cochepaille dans la version de Josée Dayan, Les Misérables.
- En dépit de la fidélité d'ensemble, il manque quelque chose d'important dans l'adaptation du roman, présent dans toutes les autres adaptations : la découverte culpabilisante par Marius de son sauveur en Jean Valjean, "grâce" à Thénardier venu le lui présenter -par erreur- comme un assassin et un voleur, mais lui révélant qu'il n'avait jamais tué Javert comme Marius le croyait. Cette séquence apparaîtra dans l'adaptation télévisée de 1985.

## Récompenses et distinctions
- César du meilleur acteur dans un second rôle en 1983 pour Jean Carmet
- Nominations :
  - César du meilleur acteur - Lino Ventura
  - César du meilleur scénario original ou adaptation - Robert Hossein
  - César de la meilleure photographie - Edmond Richard
  - César du meilleur décor - François de Lamothe
- Prix spécial en 1983 au 13e Festival international du film de Moscou - Robert Hossein[6]